# Terry Bradbury
Terry Bradbury, diminutivo di Terence Eugene Bradbury (Paddington, 15 novembre 1939) è un allenatore di calcio ed ex calciatore inglese, di ruolo centrocampista.

## Carriera
Dopo aver giocato nelle giovanili del Chelsea per un biennio, Bradbury esordisce tra i professionisti con i Blues nella stagione 1957-1958, all'età di 18 anni. Rimane in squadra fino al settembre del 1962, totalizzando complessivamente 29 presenze ed una rete nella prima divisione inglese con la maglia del club londinese: di fatto, tutte queste partite le gioca però tra il 1960 ed il 1962 (15 presenze ed un gol nella stagione 1960-1961 e 14 presenze nella stagione 1961-1962). Successivamente scende di categoria, andando a giocare in terza divisione al Southend Utd: rimane in squadra fino al termine della stagione 1965-1966, conclusasi con una retrocessione in quarta divisione, totalizzando complessivamente 161 presenze e 9 reti in incontri di campionato. Trascorre poi la stagione 1966-1967 ai londinesi del Leyton Orient (27 presenze in terza divisione), per accasarsi successivamente ai gallesi del Wrexham (78 presenze e 2 reti in terza divisione tra il 1967 ed il 1969) ed infine al Chester, club di quarta divisione, con cui nell'arco di un biennio  mette a segno 2 reti in 90 presenze in questa categoria. Si ritira definitivamente nel 1973, all'età di 34 anni, dopo due stagioni trascorse a livello semiprofessionistico con il Weymouth (di cui era anche vice allenatore, ruolo che peraltro aveva già ricoperto anche nel biennio passato al Chester) e con il Northwich Victoria (di cui era anche allenatore).
In carriera ha totalizzato complessivamente 385 presenze e 15 reti nei campionati della Football League.

## Palmarès

### Giocatore

#### Competizioni nazionali
- Northern Premier League Challenge Cup: 1

Northwich Victoria: 1972-1973

### Allenatore

#### Competizioni nazionali
- Northern Premier League Challenge Cup: 1

Northwich Victoria: 1972-1973